# Ossian (Indiana)
Ossian é uma cidade  localizada no estado americano de Indiana, no Condado de Wells.

## Demografia
Segundo o censo americano de 2000, a sua população era de 2943 habitantes.
Em 2006, foi estimada uma população de 2925, um decréscimo de 18 (-0.6%).

## Geografia
De acordo com o United States Census Bureau tem uma área de
3,9 km², dos quais 3,9 km² cobertos por terra e 0,0 km² cobertos por água. Ossian localiza-se a aproximadamente 256 m acima do nível do mar.

## Localidades na vizinhança
O diagrama seguinte representa as localidades num raio de 20 km ao redor de Ossian.